# Паловый узел
Па́ловый у́зел (от нидерл. раl; paalsteek, англ. Pile Hitch) — морской временный крепёжный узел. Состоит из полуштыка и петли. Одновременно прочный и надёжный узел, легко завязывать и развязывать после нагрузки. Удобен для закрепления троса (фалиня) шлюпки (или катера) за пал (или битенг, одинарный кнехт) при швартовке. Хорошо затягивается (если завязан на круглых, не имеющих острых углов предметах). Если узел используют для создания верёвочного ограждения на кольях, то также может быть завязан серединой верёвки. Если петлю при создании узла перекрутить несколько раз перед накидыванием её на пал, такой узел отдалённо родственен «бревенчатому» узлу. Рекомендован для завязывания верёвкой большого диаметра.
Вариант, предложенный на западе в 1990 году под названием Icicle hitch (узел «сосулька»), отличается большим числом оборотов вокруг стержня одного конца.
Отличие спелеотуристического «польского» узла от морского «палового» узла в том, что «польский» узел завязывают всегда серединой альпинистской верёвки, «паловый» узел — всегда концом швартового фала.

## Способ завязывания

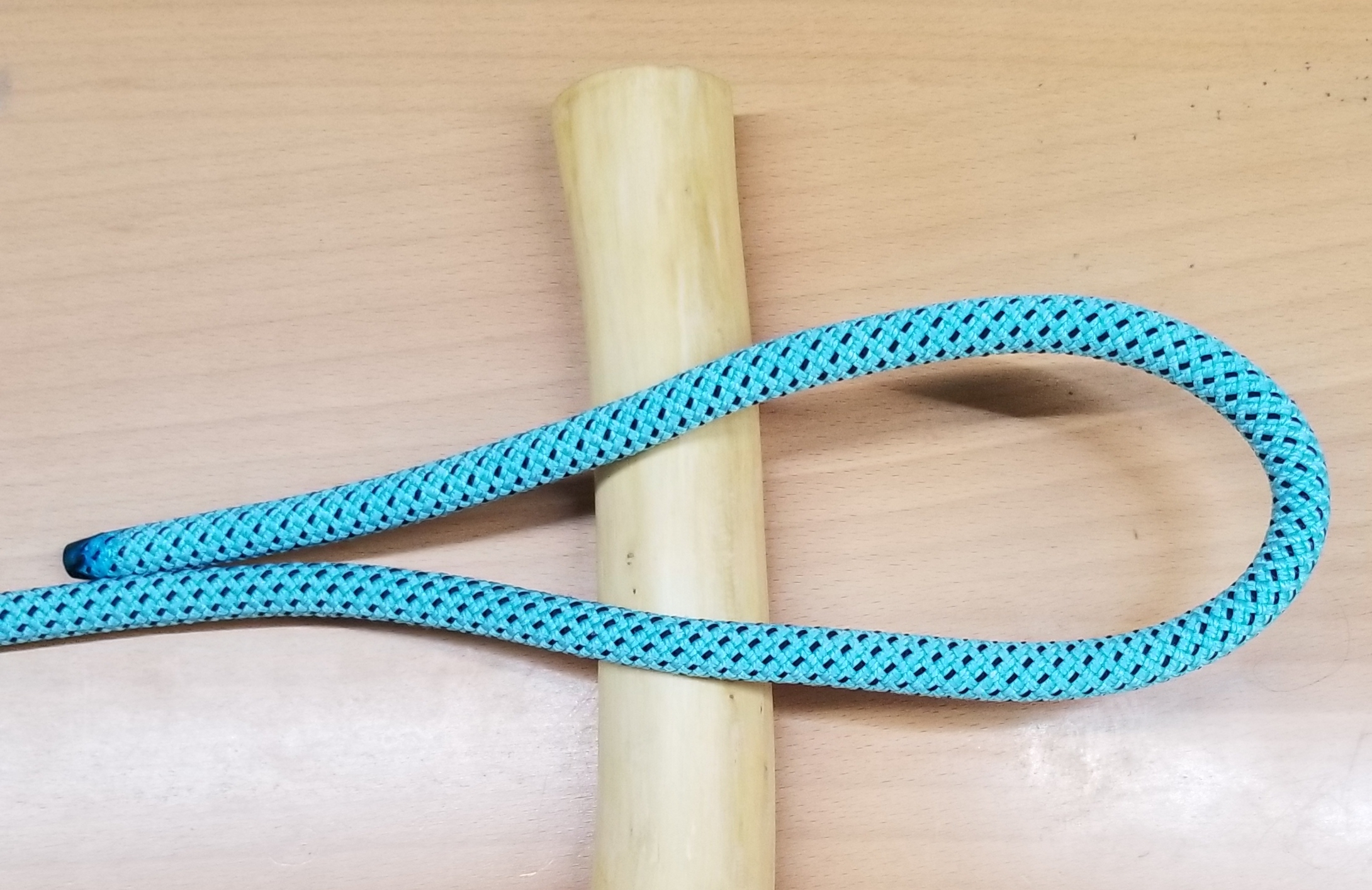
1. Сложить петлю на ходовом конце верёвки.
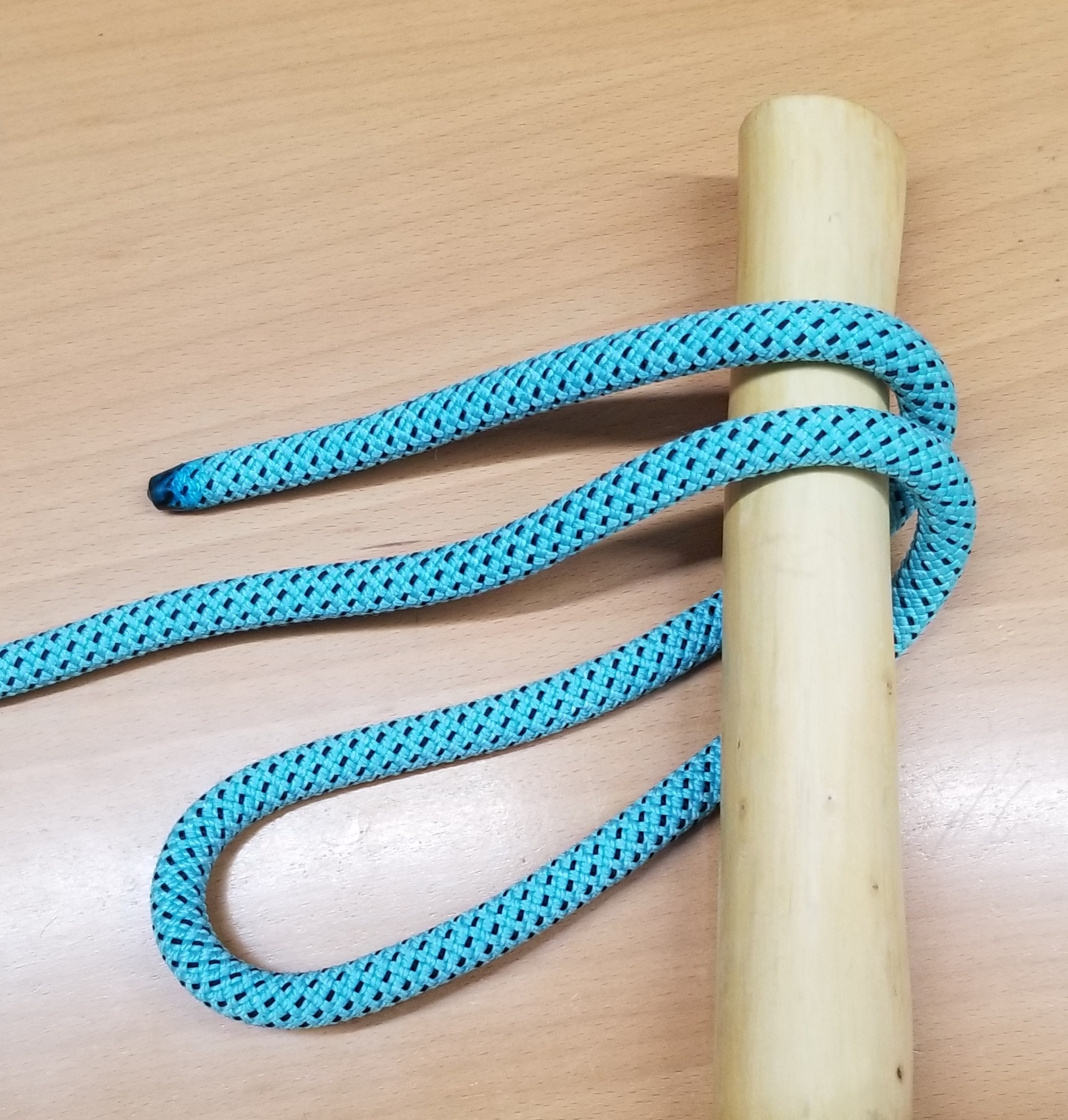
2. Обнести кол сложенной петлёй.
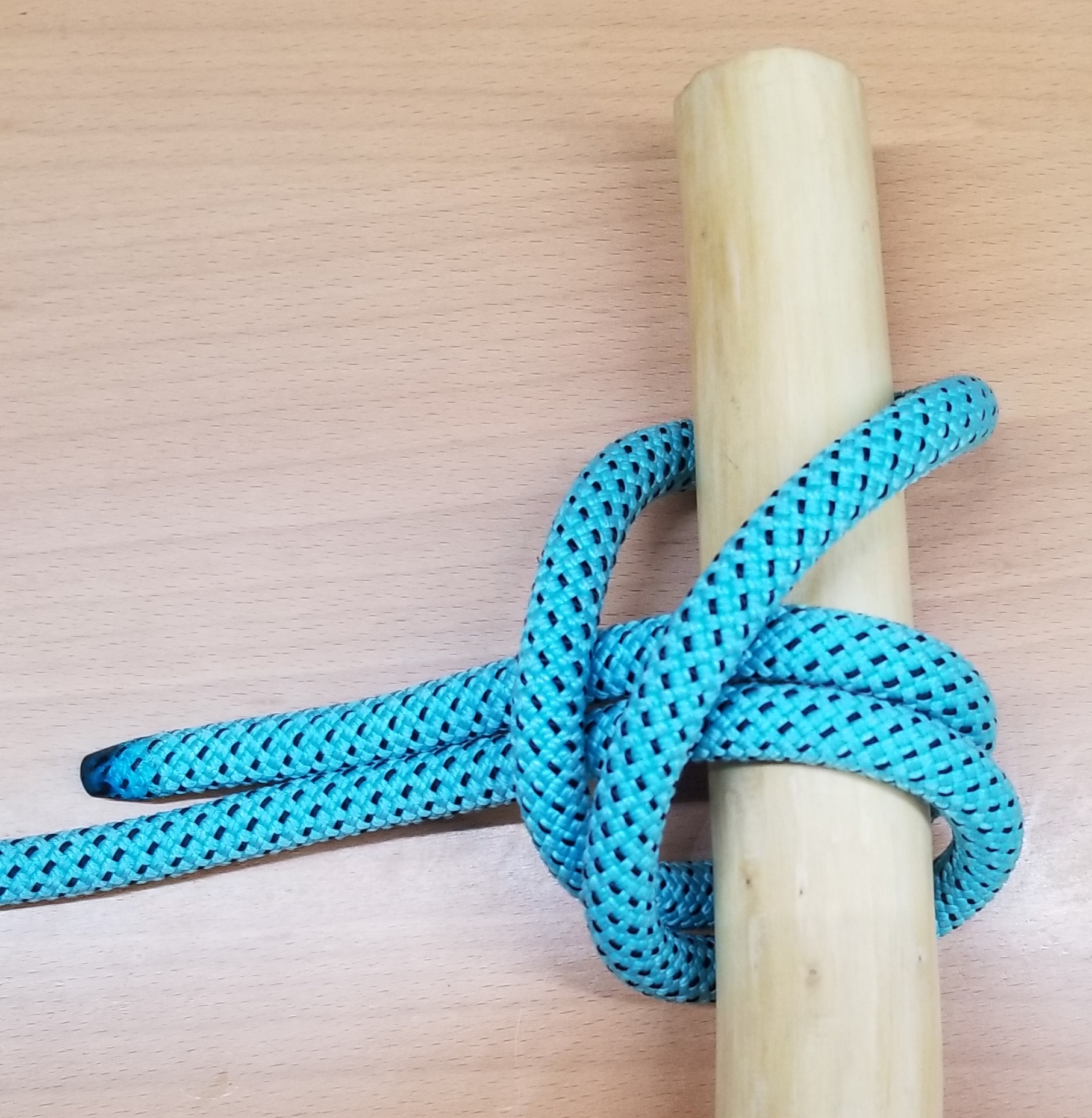
3. Пропустить петлю под коренным концом верёвки и накинуть на кол сверху.
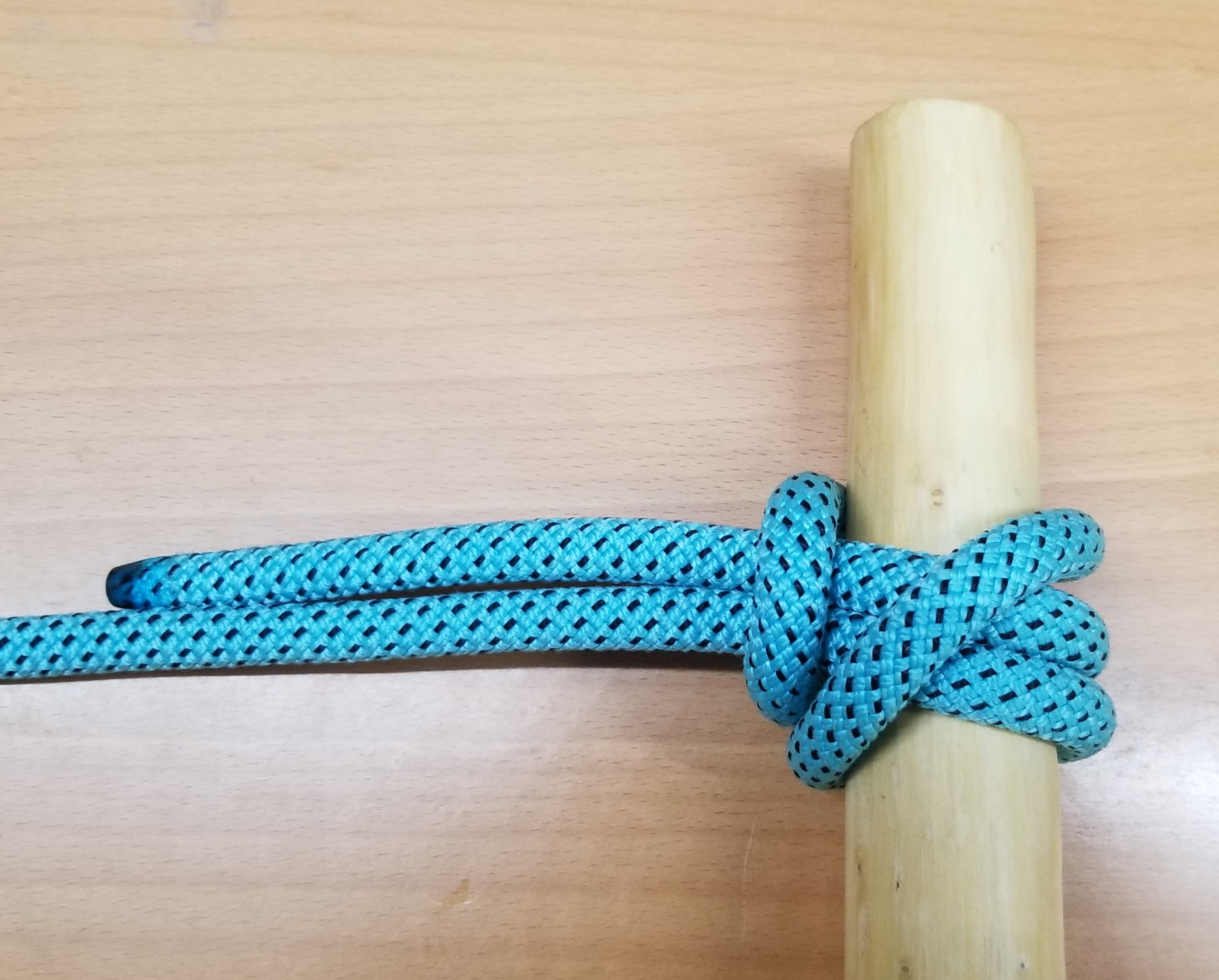
4. Затянуть, потянув за коренной конец верёвки.

Способ развязывания
- Если узел завязан серединой верёвки, ослабить верхнюю часть верёвки и скинуть петлю с кола[13]
- Если узел завязан концом верёвки, вытащить ходовой конец из-под петли и развязать узел[13]

## Признаки
Плюсы
- Узел — прост[14]
- Одновременно надёжен и прочен[15]
- Легко и быстро завязывать[13]
- Подходит для завязывания как концом, так и серединой верёвки[16]
- Подходит для крепления фала (верёвки большого диаметра)[12]

## Применение
В морском деле
- Крепление парусника швартовым к палу причала

В быту
- При создании верёвочного ограждения

На рыбалке
- Для прикрепления рыболовного крючка к леске